# (3510) Veeder
(3510) Veeder est un astéroïde de la ceinture principale.

## Description
(3510) Veeder est un astéroïde de la ceinture principale. Il fut découvert le 13 octobre 1982 à la station Anderson Mesa par Edward L. G. Bowell. Il présente une orbite caractérisée par un demi-grand axe de 2,54 UA, une excentricité de 0,13 et une inclinaison de 5,7° par rapport à l'écliptique.

## Compléments